# Burdekin Shire
Burdekin Shire är en kommun i Australien. Den ligger i delstaten Queensland, omkring 1 000 kilometer nordväst om delstatshuvudstaden Brisbane. Antalet invånare var 17 074 vid folkräkningen 2016.
Följande samhällen finns i Burdekin:
- Ayr
- Home Hill
- Rita Island